# 沪苏通铁路
沪苏通铁路是中华人民共和国一条连接上海市与江苏省南通市的客货铁路干线，是中国八纵八横铁路网沿海大通道的重要组成部分。线路工程建设分一期和二期推进：一期工程为从既有宁启铁路赵甸引出，起于江苏省南通市，终至上海市嘉定区；二期工程为太仓至四团段，起于江苏省太仓市，终至上海市奉贤区。沪苏通铁路项目申报及施工时称“沪通铁路”，2020年6月底定名“沪苏通铁路”，一期工程于2020年7月1日开通运营。
沪苏通铁路客运为主、兼顾货运（货车牵引质量5000吨），速度目标值为200公里/小时（局部限速，如大桥段限速160公里/小时）。本线全长248.9公里，桥梁长度约占80%，可通行双层集装箱。沪苏通铁路工程估算360多亿元，通过沪苏通长江公铁大桥跨过长江。
沪苏通铁路由中国铁建股份有限公司所属中铁第四勘察设计院集团有限公司（铁四院）设计，而中国中铁股份有限公司旗下中铁大桥勘测设计院集团有限公司（大桥院）则负责铁路过江通道的设计。

## 历史

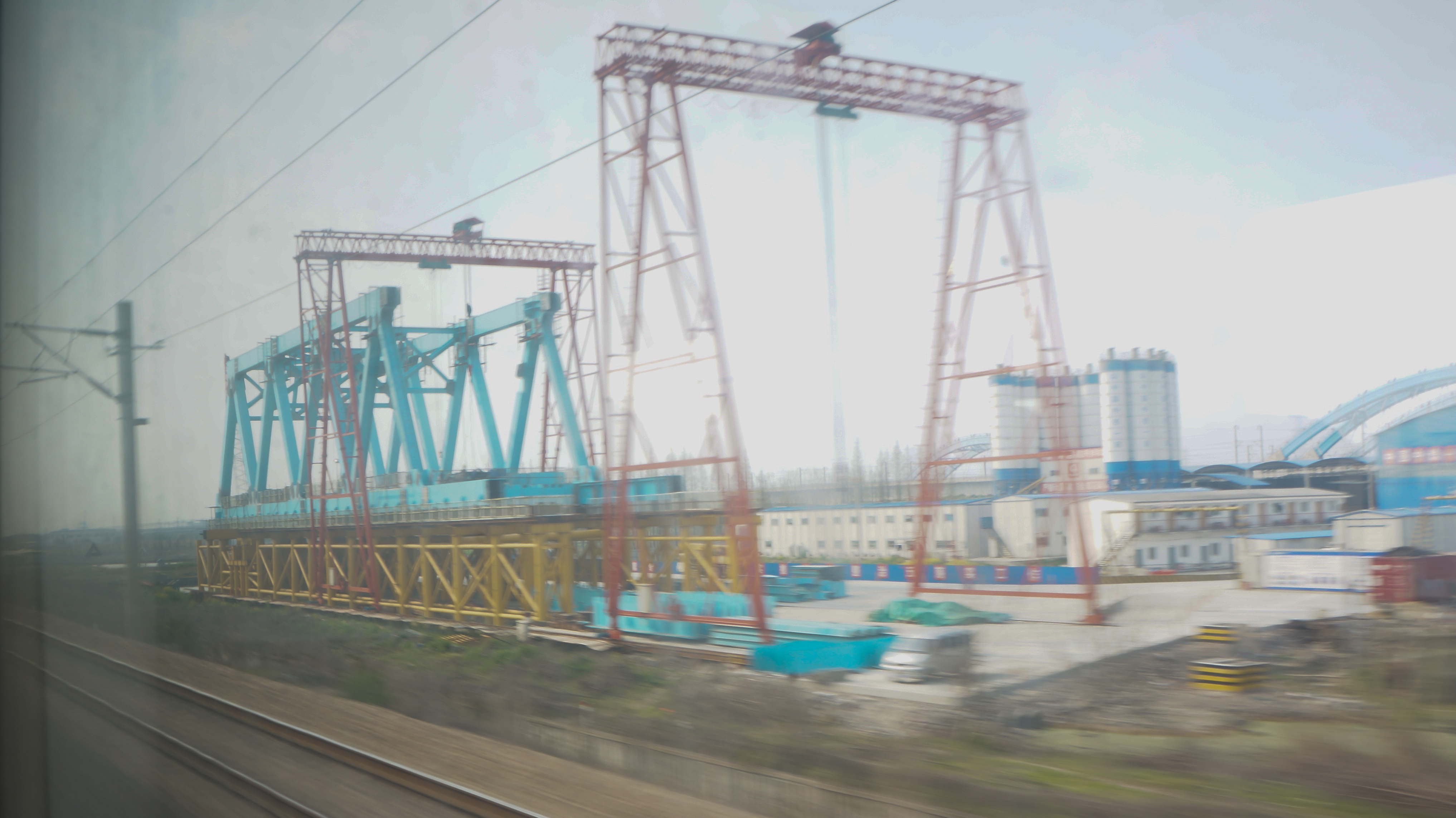
黄渡站附近建设中的沪苏通铁路，2016年3月

2003年，大桥院开始沪苏通长江大桥研究。2007年3月，铁四院编制完成《新建上海至南通铁路预可性研究》，以苏通长江公路大桥下游9千米的盾构隧道作为跨江方案。同年4月，中国国际工程咨询公司召开会议评估铁四院的研究报告，会议通过了“新建沪通铁路项目建议书”，并推荐跨江方案改为苏通大桥下游8千米的桥梁。2008年1月，铁四院完成《新建沪通铁路上海（安亭、四团）到南通段可行性研究》（送审稿）。国家发展改革委员会当年2月批复了沪通铁路项目建议书。2008年3月，铁道部、上海市和江苏省对可行性研究送审稿进行联合评审。至此，沪苏通铁路的路线为由宁启铁路南通站引出，经南通、通州、海门，在海门临港工业区的长江北岸跨越长江，进入苏州境内，经常熟、太仓、昆山，分别进入安亭和嘉定；另一段由太仓经徐行、杨行、外高桥、曹路、祝桥、浦东、邵厂最终到达四团。铁四院在2009年又多次按照铁道部发展计划司要求研究了苏通大桥下游3千米桥梁跨长江方案。然而由于交通运输部与铁道部存在分歧等多方原因，上述数种东线过江方案未能实施。
2010年2月，铁道部与交通运输部达成共识，为充分利用过江资源，同时保证铁路与航道安全，在规划的锡通过江通道上建设沪通铁路长江大桥，并形成综合性过江通道。铁四院于2010年5月编制完成《新建沪通铁路上海（安亭、四团）至南通段修改可行性研究》，文中包含过江方式的变更以及相关线路的具体研究。2011年5月，铁四院完成《新建铁路沪通线先期实施上海（安亭）至南通段方案研究》。
2012年12月19日，国家发改委批复同意新建上海至南通铁路南通至安亭段。2013年3月1日，沪苏通铁路建设动员大会在南通举行，项目有望在年内动工建设。
2013年9月4日，江苏省发展和改革委员会表示沪苏通铁路已列入明年开工计划。2014年3月1日，沪苏通长江大桥在雨中低调开工。
2019年12月15日，沪苏通铁路二期太仓至四团段開工。2020年4月20日，沪苏通铁路赵甸至黄渡段开始联调联试。
2020年7月1日，沪苏通铁路一期开通运营。
2021年9月，沪苏通铁路二期初步设计获国铁集团、上海市人民政府、江苏省人民政府批复。
2022年6月27日，沪通铁路二期吴淞口长江隧道工程的两台直径10.69米国产大直径盾构机“沪驰号、通骋号”始发。7月22日，二期高东段交地开工，工程进入实质性施工阶段。
2023年3月，沪苏通铁路跨金海路桥开始承台及桥墩施工。9月21日，太仓至四团段首榀箱梁架设完成，全线顺利进入桥梁上部结构施工阶段。

## 线路
当前线路从宁启铁路拟建平东段建设赵甸站（原平东站）引出铁道后，沿九圩港西侧至南通捕鱼港附近跨越长江接南岸的张家港十三圩港。至张家港市乐余镇区附近越过新204国道后，沿新204国道东侧往南丰、塘桥、凤凰，跨过沿江高速公路后进入常熟，再经常熟的东张至归庄，在太仓后分成两条线路：一条经葛隆、安亭接京沪铁路；另一条沿沪太路西侧向南，经浏河、曹王、罗店至杨行，接浦东铁路。该方案与东线相比绕行38公里。

## 主要技术标准[1][2]
- 铁路等级：Ⅰ级。
- 正线数目：南通至安亭双线；安亭至黄渡沿既有京沪线增建三、四线。
- 限制坡度：6‰，特殊困难地段研究后确定。
- 路段旅客列车设计行车速度：200公里/小时，局部限速。
- 最小曲线半径：一说一般地段2000米，个别地段结合沿线条件合理确定；一说一般地段3500米，困难地段2800米，局部地段根据路段旅客列车速度适当减小。
- 牵引种类：电力牵引。
- 牵引质量：5000吨。
- 到发线有效长度：1050米，部分仅办理旅客列车的车站为650米。
- 闭塞类型：自动闭塞。
- 建筑限界：按通行双层集装箱设计。

## 一期工程概况

### 线路工程
根据项目建设主体的不同，划分为本线工程和枢纽相关配套工程。
- 本线工程：
  - 赵甸（含）经太仓（含）至安亭（含）CK0+000～CK138+667.2，线路长度137.277公里（其中江苏省119.54公里，上海市17.74公里）；
  - 南通站东南上、下行联络线工程6.64公里：
    - 南通站东南上行联络线，宁启下行改线NQDK259+280.00=LSCK0+000～LSCK4+001=通沪线CK3+935，线路长4.001公里
    - 南通站东南下行联络线，宁启上行改线NQYGDK258+084.35=LXCK0+000～LXCK2+636=通沪线CK3+935，线路长2.636公里
- 枢纽相关工程：
  - 京沪线安亭站（不含）至黄渡站（含）增建三、四线工程，线路长度5.88公里；
  - 新建黄渡至封浜上、下行联络线工程，线路长度7.678公里；
    - 黄封上行联络线：HFSCK0+000（=京沪线K1431+911.76）～HFSCK3+140.20（=黄封线HFK5+168.18）
    - 黄封下行联络线：HFXCK0+000（=黄封线HFK2+976.71）～HFXCK4+538.27（=沪杭改线HHGK17+778.08）

### 站场工程
全线设赵甸、南通西、张家港北、张家港、常熟、太仓港、太仓、安亭、黄渡等9个车站。

### 桥梁工程
新建特大桥13座，计108.56公里；大中桥17座，桥梁长度109.85公里。其中沪苏通长江公铁大桥长27.46公里，主航道桥采用主跨1092米两塔五跨斜拉桥，为四线铁路六车道公路合建桥，合建段7.015公里。桥梁全长占线路长度的80%。

### 轨道
正线轨道按一次铺设跨区间无缝线路设计；采用100米定尺、60千克/米钢轨；全线铺设有砟轨道；采用Ⅲ型轨枕，Ⅴ型扣件。

### 路基
沿线为平原地区，主要路基以填方形式通过，路基工点类型主要为软土路基、水塘路基、低路基、路堤坡面防护等。

### 无线通信
新建GSM-R移动通信系统。

### 电气化
- 采用带回流线的直接供电方式，全线设置五接、常熟、太仓牵引变电所，牵引变电所引入2路110千伏电源；
- 接触网采用全补偿简单链型悬挂，导线高度按满足通过双层集装箱设计。

### 工程投资
估算总额3,684,880.99万元人民币。

## 车站列表
| 沪苏通铁路 |      |      |                |        |                                          |        |        |          |                      |
| 线路       | 线路 | 线路 | 站名           | 里程   | 連接路線                                 | 所在地 | 所在地 | 所在地   | 备注                 |
|            |      |      | 南通站（支線） | (13)   | 寧啟鐵路、北沿江高速铁路（在建）         | 江蘇省 | 南通市 | 港閘區   |                      |
|            |      |      | 赵甸站         | 0      | 寧啟鐵路                                 | 江蘇省 | 南通市 | 通州區   |                      |
|            |      |      | 南通西站       | 6      | 盐通高速铁路、通蘇嘉甬鐵路（在建）       | 江蘇省 | 南通市 | 通州區   |                      |
|            |      |      | 張家港北站     | 32     |                                          | 江蘇省 | 蘇州市 | 張家港市 | 货运车站             |
|            |      |      | 張家港站       | 34     | 沪宁沿江高速铁路                         | 江蘇省 | 蘇州市 | 張家港市 |                      |
|            |      |      | 常熟站         | 52     | 沪宁沿江高速铁路                         | 江蘇省 | 蘇州市 | 常熟市   |                      |
|            |      |      | 太倉港站       |        |                                          | 江蘇省 | 蘇州市 | 太倉市   | 货运车站             |
|            |      |      | 太倉站         | 100    | 沪宁沿江高速铁路、北沿江高速铁路（在建） | 江蘇省 | 蘇州市 | 太倉市   |                      |
|            |      |      | 太倉南站       | 114    |                                          | 江蘇省 | 蘇州市 | 太倉市   |                      |
|            |      |      | 安亭西站       | 129    | 京沪铁路                                 | 上海市 | 上海市 | 嘉定區   |                      |
|            |      |      | 安亭站         |        | 京滬鐵路                                 | 上海市 | 上海市 | 嘉定區   | 接入京沪线           |
|            |      |      | 黃渡站         |        | 京沪铁路                                 | 上海市 | 上海市 | 嘉定區   | 往上海站、上海虹桥站 |
|            |      |      | 徐行站         | 125    |                                          | 上海市 | 上海市 | 嘉定區   | 二期工程规划中       |
|            |      |      | 上海宝山站     |        | 北沿江高速铁路（在建）                   | 上海市 | 上海市 | 宝山区   | 二期工程规划中       |
|            |      |      | 外高橋站       | 154.09 |                                          | 上海市 | 上海市 | 浦東新區 | 二期工程规划中       |
|            |      |      | 曹路站         | 170.95 |                                          | 上海市 | 上海市 | 浦東新區 | 二期工程规划中       |
|            |      |      | 上海東站       | 192.73 |                                          | 上海市 | 上海市 | 浦東新區 | 二期工程规划中       |
|            |      |      | 四團站         | 219.85 | 浦東鐵路                                 | 上海市 | 上海市 | 浦東新區 | 二期工程规划中       |

## 影响
沪苏通铁路使得苏北地区乃至山东半岛与上海的距离大大缩短。此外，中国铁路总公司的“十二五”铁路网规划图显示，太海汽渡附近将新建另一过江通道。
2020年初，海太过江通道开始招标，采用原沪苏通铁路东线过江位置，有望部分弥补沪苏通铁路过江位置西移的不利影响。
另外，上海浦东综合交通枢纽专项规划公示提出利用沪通铁路开行市域列车的想法。

## 二期
沪苏通铁路二期由太仓站引出，经由上海市宝山区北部引至现状四团站，预计设置徐行站、外高桥站、曹路站、川沙线路所、上海东站、浦东动车所、四团站接軌浦東鐵路，根据宝山区的争取，预计增设上海宝山站，同时引入北沿江高铁，位置大致位于江杨北路以东，富锦路以南，地下站设置。